# Panorama de Rio de Janeiro
Le Panorama de Rio de Janeiro est une peinture panoramique réalisée en 1886-1887 par Victor Meirelles et Henri Langerock. Il est réalisé à Ostende et présenté à Bruxelles. Il est ensuite présenté  à l'Exposition universelle de 1889 à Paris puis à Rio de Janeiro en 1891.

## Création
Victor Meirelles commence, en 1885, l'exécution du Panorama de Rio de Janeiro, une vue prise depuis la colline Santo Antônio. Pour ce faire, il bénéficie de l'aide du Belge Henri Langerock, avec qui il fonde une société de panoramas, un genre qui se popularise alors rapidement dans diverses techniques et qui peut représenter un bon profit pour les artistes en faisant payer des droits d'entrée. En 1887, le tableau est exposé à Bruxelles, dans une rotonde. L'œuvre est inaugurée en présence de la famille royale belge et d'un grand nombre de nobles et d'autorités, et est visitée par environ 50 000 personnes, avec un grand retentissement dans la presse. À cette époque, son partenariat avec Langerock est rompu et ce dernier le poursuit pour de prétendues pertes financières, mais l'affaire est tranchée en faveur de Meirelles. En 1889, le panorama est exposé à l'Exposition universelle de Paris, où il reçoit une médaille d'or et d'autres éloges de la presse et du public, mais en raison d'un défaut dans la programmation de l'événement et de la concurrence de nombreuses autres attractions, notamment des panoramas d'autres artistes, sa fréquentation reste négligeable.
À partir de 1891, Meirelles installe le panorama dans une nouvelle rotonde construite dans le Largo do Paço Imperial. L'entrée est payante. Selon les nouvelles de l'époque, au cours de sa première année d'exposition, l'œuvre est  visitée par environ 87 000 personnes. Le panorama ferme en 1896. En 1902, quelques mois avant sa mort, Meirelles fait don du panorama au Musée national de Quinta da Boa Vista. Il est mal entreposé, personne ne sait exactement ce qui lui est arrivé.

## Description
Voici une présentation de la toile, dans un rapport du jury international de l'Exposition universelle de 1889, rédigé par Germain Bapst : 

« Le panorama de Rio-Janeiro (..) est plein de charme le soir. Le spectateur se trouve sur une colline, entre la ville et les montagnes qui forment amphithéâtre autour d'elle; devant la ville, il y a la rade. Les fonds sont bien rendus et les montagnes verdoyantes forment contraste avec les eaux bleues de la mer. La ville, ses constructions, ses rues, ses monuments, se présentent bien à la vue du spectateur. Ce panorama est traité avec les procédés de décoration de Ciceri; certains effets sont rendus par des épaisseurs de peinture qui forment en quelque sorte bas-relief; mais l'ensemble, répétons-le, est agréable. »

— Germain Bapst.

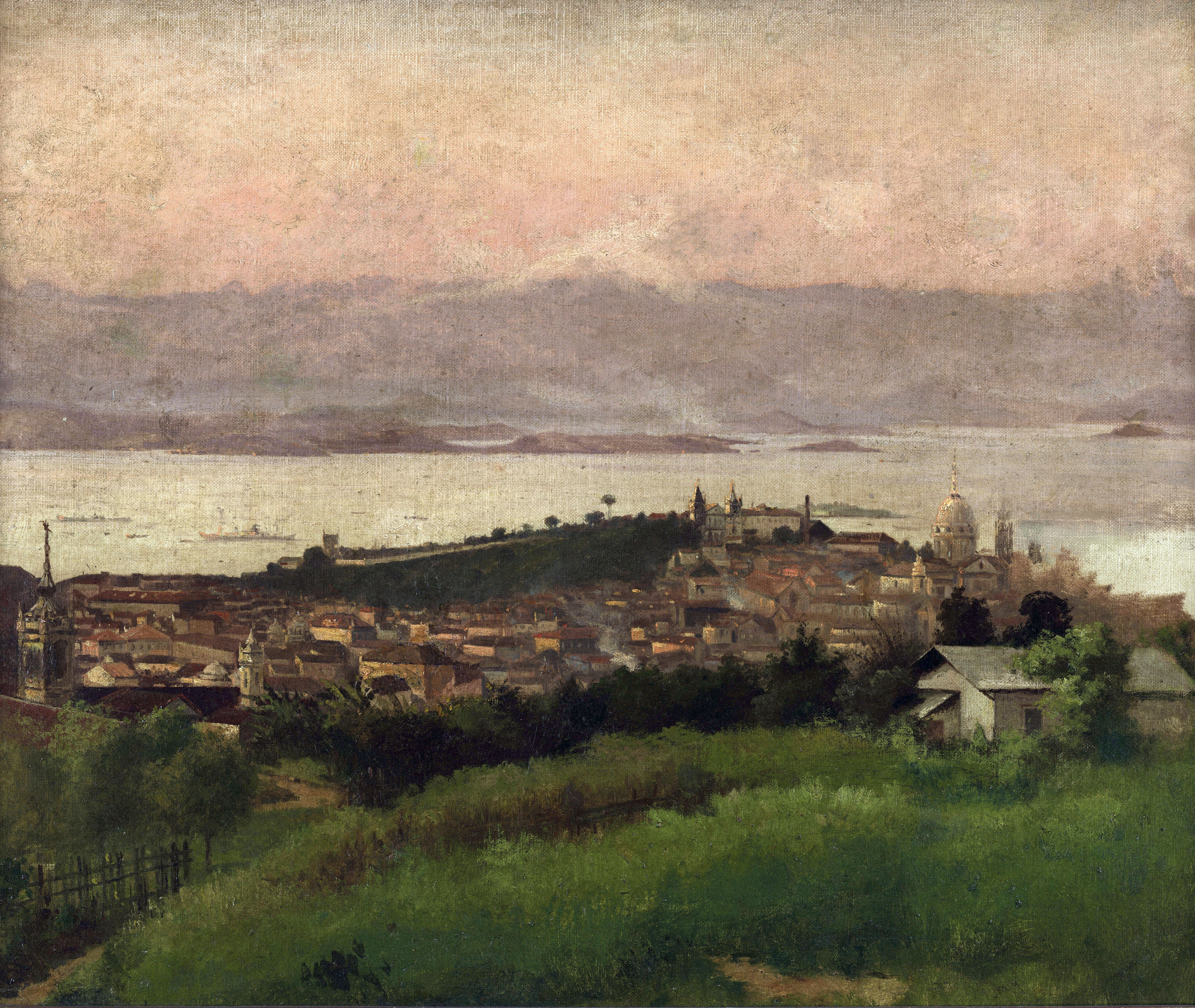
Étude, Morro da Conceição e Candelária
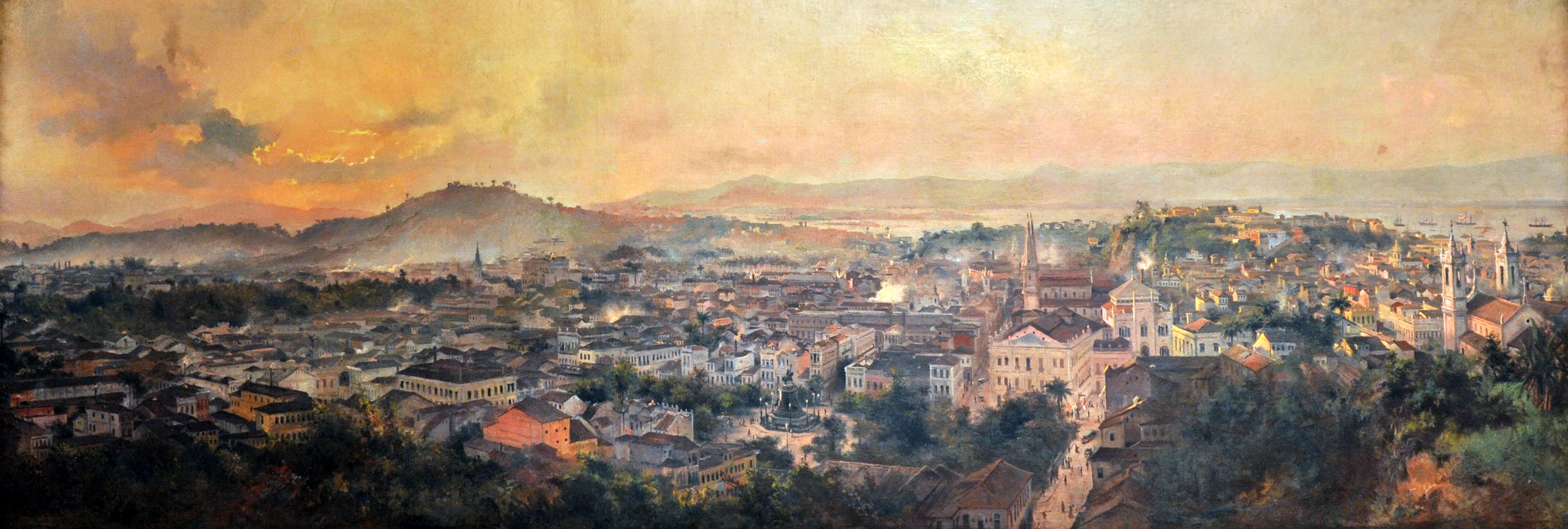
Étude, Morro de Santo Antônio e Largo do Rocio
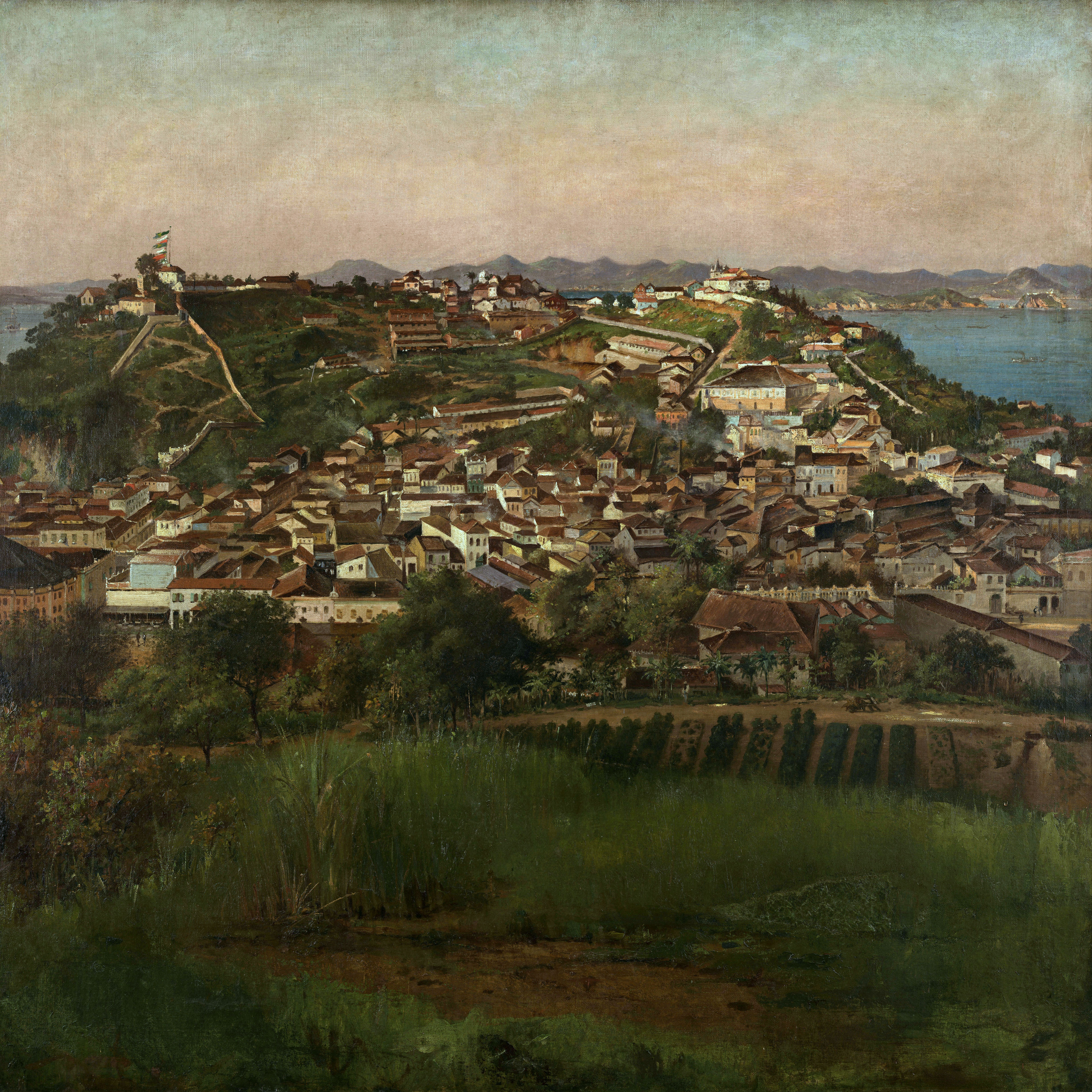
Étude
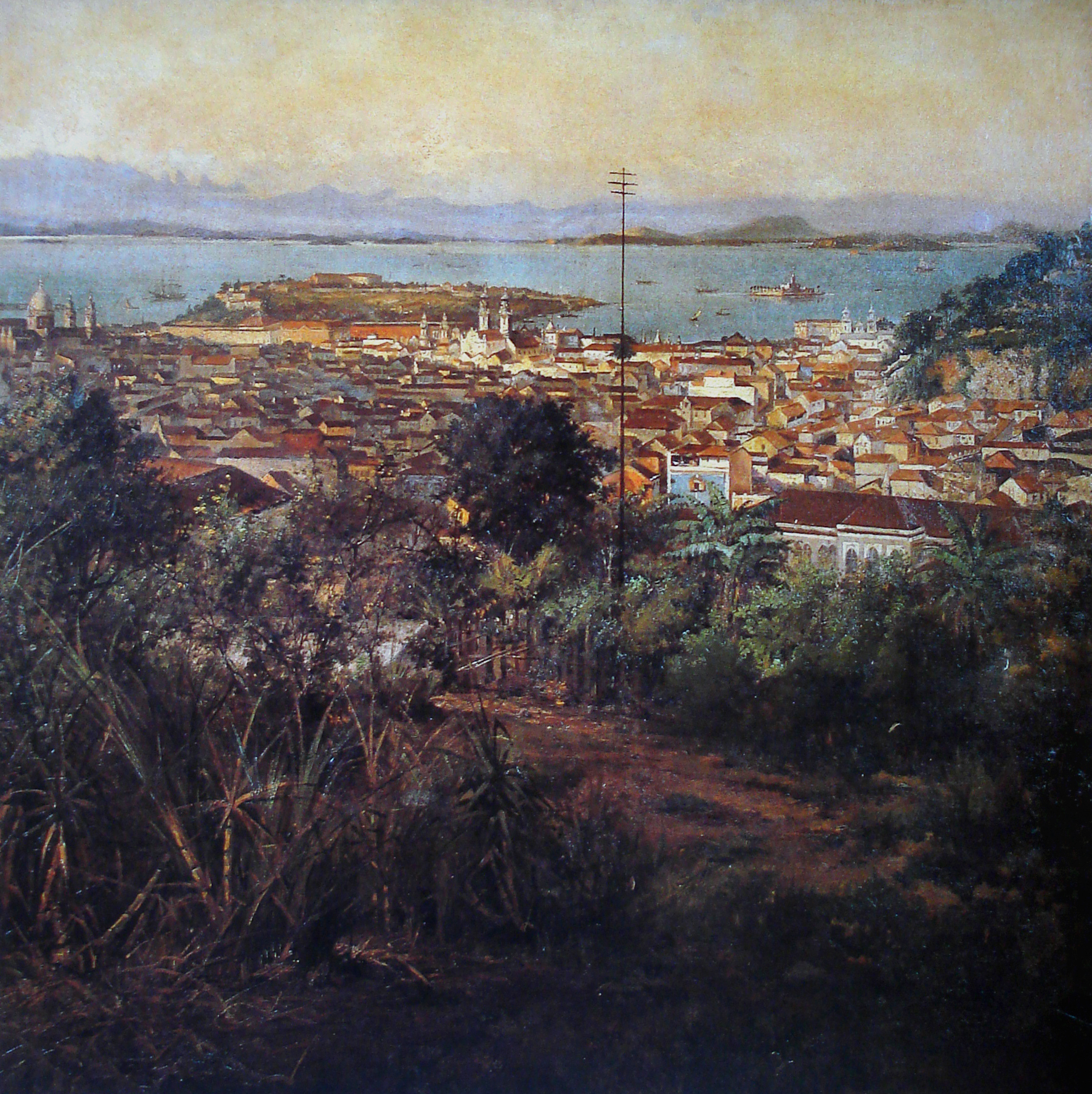
Ilha das Cobras e Morro de Santo Antônio
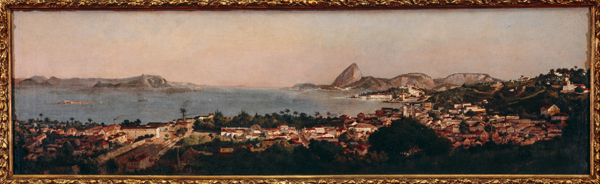
Étude, Rio de Janeiro